# جوزيف دبليو. يوست
جوزيف دبليو. يوست (بالإنجليزية: Joseph W. Yost)‏ هو مهندس معماري أمريكي، ولد في 1847 في كليرينغتون في الولايات المتحدة، وتوفي في 1923 في أفالون في الولايات المتحدة.